# Delta Velidy
delta Velidy (DVE) – coroczny rój meteorów aktywny od 22 stycznia do 21 lutego. Jego radiant znajduje się w gwiazdozbiorze Żagla. Maksimum roju przypada na 9 lutego, jego aktywność jest określana jako niska, a obfitość roju wynosi 1 meteor/h. Prędkość w atmosferze meteorów tego roju to 33 km/s.
delta Velidy są niewidoczne z terytorium Polski.